# Мифы Мегариды

## Царская династия
- Аброта. Дочь Онхеста, сестра Мегары, жена Ниса мегарского. Была очень добродетельна. Когда она умерла, её оплакивали, и Нис приказал женщинам носить то же платье, что у неё, его называют афаброма[1].
- Алкафой (сын Пелопа).
- Биант. Царь Мегары. Убит своим племянником Пиласом[2]. См. en:Bias (mythology)
- Гениоха. Дочь Питфея, жена Канета, мать Скирона. По другим, мать Синида[3].
- Гиперион. Сын Агамемнона. Последний царь мегарцев. Убит Сандионом за свою жадность и насилия, мегарцы решили отменить царскую власть[4].
- Евехма. Царица Мегар. Дочь Мегарея и Ифинои. Жена Алкафоя[5].
- Евипп. Сын Мегарея и Ифинои. Убит киферонским львом[6]. Похоронен в мегарском Пританее[7].
- Исхеполид. Старший сын Алкафоя. Охотился на калидонского вепря, убит вепрем[8]. Похоронен в мегарском пританее[7].
- Ифиноя. Дочь Алкафоя. Умерла девушкой, в Мегарах ей приносили в жертву волосы выходящие замуж[5].
- Ифиноя. Дочь Ниса, жена Мегарея[9].
- Каллиполид. Младший сын мегарского царя Алкафоя. Когда он узнал о смерти брата, его отец приносил жертву Аполлону. Каллиполид сбросил горящие дрова с жертвенника. Отец не понял его действий и убил его поленом с жертвенника. В Мегарах был надгробный камень Каллиполида[8].
- Кар (сын Форонея).
- Клесо. Дочь Лелега. Похоронила труп Ино[10].
- Клесон. Царь Мегар. Сын Лелега. Его сын Пилас, дочери Клесо и Таврополис[11].
- Лелег. Прибыл из Египта в 12 поколении после Кара и воцарился в Мегарах, люди были названы лелегами. Сын Посейдона и Ливии. Отец Клесона. Его могильный памятник у моря[12].
- Мегарей (сын Гиппомена).
- Нис (сын Пандиона).
- Пилас.
- Пилия. Дочь Пиласа. Жена Пандиона[2].
- Пирго. Первая жена Алкафоя. Могила в Мегарах[5].
- Силея. Дочь Коринфа. Жена Полипемона, мать Синиса[13].
- Скилла (дочь Ниса).
- Скирон.
- Таврополис. Дочь Лелега. Похоронила труп Ино[10].
- Тималк. Старший сын Мегарея и Ифинои. Погиб от руки Тесея, когда вместе с Диоскурами ходил в поход на Афидну[6]. Его могила была у здания Совета в Мегарах[14].
- Харикло. Жена Скирона, мать Эндеиды[15].
- Энопа. (Ойнопа.) Дочь Эпопея, родила от Посейдона Мегарея[16].

## Другие персонажи
- Астикратея. Дочь Полиида. Похоронена в Мегарах[17].
- Галик. Сын Скирона. Воевал на стороне Диоскуров во время их вторжения в Аттику. Согласно Герею, погиб от руки Тесея[18].
- Евхенор. Сын Керана, внук Полиида. Посвятил в мегарский храм изображение Диониса Дасиллия («Густолиственного»)[17].
- Канет. По версии, отец Скирона[3].
- Кореб.
- Кроммионская свинья.
- Манто. Дочь Полиида. Похоронена в Мегарах[17].
- Мегар. Сын Зевса и Сифнидской нимфы. Спасся от Девкалионова потопа на вершине горы Герании[19].
- Меланипп[20]. Согласно аргивянам, сын Тесея и дочери Синиса Перигуны[21]. Одержал победу в беге, когда Эпигоны справляли вторично Немейские игры[22]. Отец Иокса[21].
- Перигуна.
- Питиокампт.[23] Прозвище Синиса.
- Сандион. Мегарец, убил последнего царя Мегар Гипериона[4].
- Синис.
- Сифнидские нимфы. Нимфы водоема в Мегарах. Одна из них родила от Зевса сына Мегара[19].
- Фея. (Фэя.) Прозвание Кроммионской свиньи[24] по имени старухи, выкормившей её[25].
- Эсимн. Мегарец, получил прорицание в Дельфах. Бог изрек, что мегарцы должны советоваться «со многими»[4].

## Топонимы
- Алкафоя. Название Мегар[26].
- Мегара. (Мегары). Город[27]. Мегара
- Ниса. Прежнее название города Мегара[28].
- Нисея. Гавань в Мегарах[29].
- Паги. Город в Мегариде, по версии, родина Терея. Паги
- Скиронидские скалы[30].

См. также:
- Автоноя. Похоронена в посёлке около Мегар.
- Адраст. Умер в Мегарах.
- Гилл. Похоронен в Мегарах.
- Ипполита. По версии, похоронена в Мегарах.
- Ифигения. По версии, умерла в Мегарах.
- Карма. Жила в Мегарах, воспитала Скиллу.
- Эгиалей (сын Адраста). Похоронен в мегарских Пагах.